# Silent Running
Silent Running is een Amerikaanse sciencefictionfilm uit 1972 van Douglas Trumbull met in de hoofdrol Bruce Dern.
Na het succes van Easy Rider wilden Amerikaanse filmstudio's meer jonge filmers een kans geven een film te maken zonder bemoeienis van de studio. Easy Rider was met een klein budget gemaakt door Peter Fonda en Dennis Hopper en bracht miljoenen op. Jonge regisseurs, waaronder weer Fonda en Hopper, kregen carte blanche. De enige beperking was dat de kosten niet boven de 1 miljoen dollar mochten uitkomen. Silent Running was een van deze films, naast The Hired Hand van Peter Fonda, The Last Movie van Dennis Hopper, Taking Off van Miloš Forman en American Graffiti van George Lucas.
Silent Running was geen flop, maar ook geen kassucces. De film werd bekend als de eerste milieubewuste film en groeide uit tot een cultfilm. De film was een persoonlijk succes voor acteur Bruce Dern. Dern had tot Silent Running alleen schurken en psychopaten gespeeld en was blij eens een 'normaal' personage te kunnen spelen. Regisseur Douglas Trumbull was met het gebruik van effecten een voorbeeld voor films als Star Wars. Hij zou in de jaren 1970 meewerken aan het gebruik van speciale effecten van tal van films.

## Verhaal
De aarde is in de toekomst, het jaar 2001, een barre planeet geworden. De mensheid is erin geslaagd alle vegetatie uit te roeien door verwaarlozing en vervuiling. Huizen, wegen en fabrieken hebben alle groen verdrongen naar de ruimte. Speciale ruimteschepen zijn gekoppeld aan grote geodetische koepels, de enorme buitenaardse kassen voor de laatste planten en bossen. Elk ruimteschip heeft zich ontfermd over verschillende ecosystemen. De USS Valley Forge bijvoorbeeld beheert zes grote wouden, compleet met bijbehorende diersoorten. Aan boord van de Valley Forge bevindt zich Freeman Lowell, die al acht jaar de meest fanatieke bewaker is van deze mini-wereld. Hij is ervan overtuigd dat op zekere dag "zijn" bomen op de Aarde zullen terugkeren. Hij wordt hierin niet gesteund door de andere bemanningsleden, John Wolf, Marty Barker en Andy Keenan. Niet alleen zijn de mannen jonger dan Freeman, ze weigeren ook de vruchten en groente uit "zijn" wouden te eten. Net als iedereen op Aarde en in de ruimteschepen eten ze synthetisch voedsel. 
De onderhoudstaken aan boord van de Valley Forge worden uitgevoerd door 'drones', kleine robots met een camera en een bewegende arm met allerlei gereedschappen. De bemanning heeft dus weinig te doen en speelt eindeloze partijen poker. De rest van de tijd maken ze ruzie met elkaar. Met name Lowell werkt op de zenuwen van de overige drie bemanningsleden. Zij zijn er namelijk van overtuigd dat er nooit tot herplanting zal worden overgegaan. Tot afgrijzen van Lowell komt deze voorspelling uit. Er komt bevel van de Aarde om de koepels op te blazen en terug te keren. Zijn maten zijn echter blij, ze verlangen terug naar de Aarde waar inmiddels ziekte, armoede, en werkloosheid zijn verdwenen. Maar Lowell is teleurgesteld, hij zegt dat er ook geen schoonheid meer is, geen grenzen meer om te verleggen en dat alle fantasie is verdwenen. De rest van de bemanning haalt zijn schouders op en begint met het plaatsen van nucleaire ladingen in de koepels. Lowell wordt steeds bozer als de koepels een voor een exploderen. Als Wolf binnenkomt om ook ladingen in Lowells koepel te plaatsen, houdt deze hem tegen en zegt dat hij niet zal toestaan dat het woud wordt vernietigd. Er ontstaat een worsteling en Lowell raakt ernstig gewond aan zijn been. Hij weet echter Wolf te wurgen en haast zich naar de controlekamer, waar hij de koepel laat ontploffen waar Barker en Keenan aan het werk zijn. Niet lang daarna krijgt hij een oproep van the Berkshire, het ruimteschip dat de leiding heeft. Lowell doet het voorkomen dat er een ongeluk is gebeurd waarbij zijn collega's zijn omgekomen en de Valley Forge ernstig is beschadigd. Als bewijs laat hij de drones vrachtcabines naar buiten gooien. Hij zet koers naar Saturnus en vertelt intussen aan de Berkshire dat hij de schade niet kan repareren, noch zijn koers kan wijzigen. De commandant van de Berkshire belooft een reddingsschip te sturen. Terwijl de andere schepen vertrekken, denkt Lowell dat hij nu veilig is. Hij laat zich aan zijn been opereren door de drones en valt uiteindelijk in slaap. 
Hij wordt weer wakker als het schip zich door de ringen van Saturnus heenploegt en het schip heen en weer wordt geslingerd. De drie drones bevinden zich buiten de Valley Forge en een wordt meegesleurd in de storm die de ringen veroorzaken. Het schip overleeft echter de storm en vindt rust aan de rustige kant van Saturnus. Lowell herprogrammeert de drones tot absolute gehoorzaamheid aan hem en noemt ze Dewey en Huey. Ondanks het gezelschap van de geherprogrammeerde drones voelt Lowell zich eenzaam. Hij rijdt met grote vaart op een racekar door het schip om zich te ontspannen, maar dat helpt niet. Vervolgens leert hij Dewey en Huey hoe ze moeten pokeren en lacht als de drones vals spelen. Als hij naar het woud gaat om groente en fruit te halen ziet hij dat de planten bezig zijn af te sterven. In zijn pogingen de oorzaak te vinden, rijdt Lowell met zijn racekarretje Huey aan. De drone is zwaar beschadigd en kan niet goed meer functioneren. Terwijl hij rouwt om zijn mechanische "vriend" bedenkt Lowell dat hij de oplossing weet waarom het woud aan het sterven is, gebrek aan zonlicht. Net op dat moment meldt de Berkshire zich weer. Het schip heeft de Valley Forge weer gevonden en ze zullen hem binnen zes uur oppikken. Lowell is wanhopig en probeert in die tijd het woud te redden door overal kunstlicht te plaatsen. Het plan werkt en Lowell programmeert Dewey om de planten te bewaken en water te geven. Hij laat de koepel wegzweven van de Valley Forge in de wetenschap dat niemand er nog naar zal omkijken als het ruimteschip is vergaan. Om dit te bewerkstelligen blaast Lowell het schip op met nucleaire ladingen en gaat er samen mee ten onder. De koepel zweeft door het heelal als een gigantische kas met een robottuinman.

## Rolverdeling
| Acteur      | Personage      |
| ----------- | -------------- |
| Bruce Dern  | Freeman Lowell |
| Cliff Potts | John Keenan    |
| Ron Rifkin  | Marty Barker   |
| Jesse Vint  | Andy Wolf      |

## Achtergrond

### Scenario
Aanvankelijk zag het scenario voor Silent Running er heel anders uit. In een interview met Starlog Magazine onthulde Trumbull dat de film aanvankelijk Running Silent heette en dat de plot meer weg had van 2001: A Space Odyssey. Niet zo verwonderlijk aangezien Trumbull aan deze SF-film van Stanley Kubrick had meegewerkt en er door beïnvloed werd. Deze speelfilm van Kubrick was de reden dat Trumbull zijn film Silent Running in de toekomst in het jaar 2001 liet spelen. In het oorspronkelijke scenario zijn de ruimteschepen met hun koepels op permanente basis in de ruimte en worden teruggeroepen om gesloopt te worden. Het personage Freeman Lowell is in deze versie een stuk ouder dan in het definitieve scenario. Lowell is bang dat hij bij zijn terugkeer op Aarde gepensioneerd zal worden, iets wat hij absoluut niet wil. Hij gaat rebelleren, kaapt de Valley Forge en verdwijnt met het schip de ruimte in. De planten aan boord zijn in deze scenarioversie meer een voedselvoorraad voor Lowell dan een milieubewuste passie. De grootste afwijking van het scenario is dat Lowell in de ruimte een signaal krijgt van een buitenaards schip. Hij besluit koers te zetten naar dit schip om als eerste mens kennis te maken met buitenaardsen. Er volgt dan een race tussen Lowell en een enterploeg van de Berkshire die de Valley Forge wil terughalen. Als Lowell het niet lukt om de buitenaardsen op tijd te bereiken stuurt hij een van de geodetische koepels met een drone naar het buitenaardse schip. Seconden na deze actie wordt hij gedood door de enterploeg. De koepel wordt later door de buitenaardsen gevonden.

### Acteurs
Verschillende acteurs deden auditie voor de rol van Freeman Lowell, waaronder Larry Hagman, jaren voordat hij wereldberoemd zou worden als J.R. in Dallas. Het was producent Michael Gruskoff, een voormalige agent voor acteurs die Trumbull wees op acteur Bruce Dern. Dern was in de jaren zestig voornamelijk bekend als acteur in Roger Cormans films, met name als hooligan op een motor. Hij had verder veel psychopaten en schurken gespeeld, maar nog nooit de hoofdrol vertolkt. Trumbull gaf hem de kans en Dern pakte hem met beide handen aan. Silent Running zou een van zijn lievelingsprojecten worden.

### Pre-productie
Het gigantische succes van Easy Rider in 1969 opende de ogen van de studiobazen in Hollywood. De film werd gemaakt voor ongeveer 350.000 dollar en bracht alleen al in de VS meer dan 19 miljoen dollar op. Plotseling waren jonge filmers heel populair in Hollywood. Er werden miljoenen gepompt in hun projecten in de verwachting dat ze veel geld zouden opleveren. Deze zogenaamde New Hollywood fase zou eindigen met Heaven's Gate van Michael Cimino en One from the Heart van Francis Ford Coppola. Films die zo gigantisch over budget gingen dat sommige studio's failliet gingen. Maar begin jaren zeventig was hier nog geen sprake van. Ned Tanen, vice president van de Universal Studios had een geweldig idee, hij richtte de 'independent unit' (onafhankelijke eenheid) of IU op bij Universal. Binnen de IU mocht een aantal jonge filmers zijn gang gaan zolang de kosten maar niet hoger waren dan een miljoen dollar. Elke jonge regisseur kreeg de garantie dat hij zelf de eindmontage mocht doen. De makers van Easy Rider, Peter Fonda en Dennis Hopper maakten respectievelijk The Hired Hand en The Last Movie. Milos Forman ging aan de gang met Taking Off en George Lucas zou American Graffiti maken. Douglas Turnbull kreeg een miljoen om Silent Running te maken. Trumbull had ervaring opgedaan als specialist voor special effects bij de opnamen van 2001: A Space Odyssey (1968) en The Andromeda Strain (1971). Een van de effecten die hij had moeten creëren voor 2001 was de omgeving van Saturnus. Dit lukte echter niet en Kubrick verving Saturnus voor Jupiter. Voor Silent Running kreeg Trumbull het wel voor elkaar om Saturnus realistisch in beeld te brengen. Trumbull was echter geen regisseur van huis uit, net als veel van zijn jonge collega's zou hij het vaak in de praktijk leren.

### Locaties
Het grootste deel van de film speelt zich af in de Valley Forge, een vrachtruimteschip. Voor de interieuropnamen gebruikte Trumbull het oude vliegdekschip USS Valley Forge (CV-45) uit de Essexklasse, dat hoewel het gedurende de Tweede Wereldoorlog gebouwd werd, te laat gereed kwam om nog gedurende deze oorlog operationeel te kunnen zijn. Het schip had wel dienstgedaan tijdens de latere Korea Oorlog en Vietnam Oorlog maar was in 1971 rijp voor de sloop. Het lag bij de Long Beach Naval Shipyard in Long Beach, Californië. Het filmteam zocht goedkope locaties die konden dienen als zijnde een futuristische ruimtevrachter. Men had al meerdere fabrieken en olietankers op bruikbaarheid beoordeeld. De Amerikaanse marine stond op het punt een aantal afgedankte vliegdekschepen te laten slopen en wilde er wel een voor de opnames ter beschikking stellen. De filmploeg koos de CV(A)-45 uit vanwege de gunstige ligging van het schip en gaf het ruimteschip dezelfde naam als het vliegdekschip. De Valley Forge was genoemd naar een 18e-eeuws (1777-1778) desastreus verlopen winterlegerkamp van generaal George Washington ten tijde van de Amerikaanse Onafhankelijkheidsoorlog. De marine stelde slechts enkele voorwaarden. Men mocht alles met het voormalige vliegdekschip doen, zolang geen metaal permanent werd verwijderd en men zelf voor elektra en water zorgde. Het gedeelte waar de vluchtleiding had gezeten voor de vliegtuigen en het hangardek werden met behulp van styreen, hout en rubber aangepast en geschilderd en gebruikt als decor. De robotarm die in de film is te zien werd bestuurd met een radiografisch systeem door technici die buiten beeld bleven. Na de opnamen werd het schip gesloopt. 
De opnames van de wouden zouden worden gemaakt in Mitchell Park Domes in Milwaukee (Wisconsin), maar vanwege kostenbesparing besloot Trumbull de opnames te maken in een nieuwe luchtmachthangar op het Van Nuysvliegveld in Californië.

### Modellen
Silent Running was de voorloper van de golf sciencefictionfilms die in de tweede helft van de jaren zeventig zou losbreken. Star Wars, Close Encounters of the Third Kind en Battlestar Galactica zijn allemaal schatplichtig aan de modellen die werd gebruikt in Silent Running. Trumbull en modelmaker John Dykstra zouden hun talenten bij de opnames voor bovengenoemde films gaan inzetten. Dykstra was in 1971 echter nog gewoon student en was samen met een aantal collega's uitgenodigd om aan de modellen voor de film mee te werken. In de film zijn drie vrachtschepen te zien, de Valley Forge, de Berkshire, en de Sequoia. Er worden nog vijf andere genoemd, maar die zijn niet te zien, de Yellowstone, de Acadia, de Blue Ridge, de Glacier, en de Mojave. Alle acht de namen zijn gebaseerd op die van Nationale Parken in de VS. Elk schip heeft op de romp een vermelding staan waar de planten en dieren vandaan komen. Op de romp van de Valley Forge staat "Bahia Honda Subtropical". Het model van de Valley Forge was acht meter lang en was gemaakt van staal, hout, plastic en bedekt met onderdelen van 800 plastic modelbouwkits. In totaal duurde het zes maanden voor het model klaar was Al tijdens de opnames vielen er constant onderdelen vanaf en toen de opnames klaar waren, werd het model door Trumbull meegenomen en uiteindelijk uit elkaar gehaald.
De koepels werden ook op schaal gebouwd. Een model is nog steeds te zien in het Science Fiction Museum and Hall of Fame in Seattle, Washington. Het museum betaalde er 11.000 dollar voor. Trumbull bekeek opnames van een Saturnus V raket van NASA die zijn verschillende trappen afstoot als inspiratie voor het afstoten van de koepels van het vrachtschip. De ontwerpen voor de geodetische koepels waren gebaseerd op de Missouri Botanical Garden Climatron koepel ontworpen door Buckminster Fuller.
Het was Trumbulls vader die hem hielp bij het bouwen van het racekarretje de 'Odyssey'. Vader Trumbull had vroeger in de filmindustrie gewerkt als decorbouwer en was overgestapt naar de luchtvaartindustrie. Het Odysseymodel stond model voor de latere Quadbikes.
De modellen van de vrachtschepen zijn ook te zien in aflevering 10, "The Magnificent Warriors" van Battlestar Galactica.

### Drones
Bij de release van de film was nog onbekend hoe Trumbull erin geslaagd was de 'drones' te laten bewegen. Er gingen al weddenschappen dat er gebruik was gemaakt van radiografische besturing, stopmotion-technieken of een geheimzinnig nieuw apparaat. In werkelijkheid werden de drones gespeeld door drie acteurs waarvan de benen waren geamputeerd; namelijk Mark Persons, Steve Brown, Cheryl Sparks en Larry Whisenhunt. Ze werden ingesloten in een speciale pakken van dun plastic die zo'n 10 kg wogen en op maat waren gemaakt. Trumbull kreeg het idee toen hij de film Freaks van Tod Browning uit 1932 zag. In deze film speelt Johnny Eck, die geboren was zonder benen en zich kon voortbewegen met behulp van zijn armen. De vier acteurs in hun dronepakken liepen ook op hun handen en ademden via een gleuf aan de voorzijde. De geluiden die de drones voortbrengen komen van een aangepaste ARP 2600 synthesizer met Oberheim Expanded Modules die werd bespeeld door Joseph Byrd. Byrd was ook verantwoordelijk voor de andere geluidseffecten. De namen van de drie drones Huey, Dewey and Louie werden afgeleid van de gelijknamige Amerikaanse namen van de drie neefjes van Donald Duck, in Nederland ook wel bekend als Kwik, Kwek en Kwak. In Duitsland gebruikte men bij de nagesynchroniseerde versie van deze film nog dezelfde namen Huey, Dewey en Louie, maar in de Italiaanse versie gebruikte men de namen Paperino (Donald Duck), Paperone (Dagobert Duck) en Paperina (Daisy Duck). De drones werden later in 2010, in hetzelfde jaar als de Terminator, opgenomen in de Amerikaanse Robot Hall of Fame. Het allereerste ontwerp voor de drones leek uiteindelijk meer op een metalen grijze gevechtsdrone. in een later ontwerp werden de drones vriendelijker gemaakt met toevoeging van verschillende pastelkleuren, waarbij de vader van regisseur Trumbull, Don(ald) Trumbull (1909-2004) zelf een Academy Award-winnaar voor speciale effecten, de benen van de drones ontwierp.

### Productie
Met een budget van 1 miljoen dollar ging Douglas Trumbull op 14 februari 1971 van start met de opnamen. Er werd snel en efficiënt gefilmd en op 26 maart 1971 waren alle opnames gemaakt. Om kosten te besparen werden soms vreemde trucs toegepast. Zo zwemt Bruce Dern in ijskoud water in een van de scènes terwijl hij moet acteren alsof het heerlijk verwarmd water is. Het water verwarmen kostte echter te veel geld. Ondanks gemaakte afspraken het maximale budget van 1 miljoen dollar niet te overschrijden, werd dit budget toch met 350.000 dollar overschreden. Maar de filmstudio ging hier uiteindelijk akkoord mee. Dat het budget al overschreden was is ook de belangrijkste reden dat er ná de filmopnamen nooit plannen werden opgezet of uitgevoerd werden om met de gebruikte filmonderdelen zoals filmmuziek, filmposter, schaalmodellen, drones, ruimtepakken, buggy, containers en decorstukken een Silent Running-museum op te zetten. Er zijn ook foto's bekend waarop te zien is hoe hoofdrolspeler Bruce Dern 's ochtends als training jogde over het dek van het vliegdekschip als voorbereiding van de dagelijkse filmopnamen. Trumbull creëerde ook goedkope speciale effecten door veel 'in de camera' te doen. Hij gebruikte voorprojectieapparatuur om stills van sterrenhemels, de koepels en andere beelden voor de acteurs of modellen te projecteren, op het moment dat de opnames werden gemaakt. Dit in tegenstelling tot duurdere films waar de effecten in de pre-productie worden toegevoegd en acteurs acteren voor blauwe en groene schermen.

## Titel
Er werd tijdens de release ook druk gespeculeerd over de titel. Sloeg Silent Running op het krankzinnig worden van Lowell of op het stille groeien van de planten nadat de laatste mens is verdwenen uit het eeuwig zwevende woud? Of slaat het op de IT-term dat computers zorg dragen voor de automatisering in ons bestaan? In het liedje "Silent Running", dat in de film te horen is zingt Joan Baez: "Tears of sorrow running deep/ Running silent in my sleep". Maar volgens Trumbull slaat het op de term "running silent", die onderzeebootbemanningen gebruiken, als de onderzeeboot op de bodem van de zee ligt en zich schuil houdt voor dieptebommen.

## Prijzen
De film won in 1972 de Golden Astroid voor beste film op het International Science-Fiction Film Festival in Triëst, Italië.

## Muziek
De filmmuziek is afkomstig van fagottist Peter Schickele en bevat ook twee liedjes die werden vertolkt door Joan Baez: "Silent Running" en "Rejoice in the Sun". De teksten voor deze nummers komen van Diane Lampert.